# Lukas Rüegg
Lukas Rüegg (Russikon, 9 september 1996) is een Zwitsers baan- en wielrenner die anno 2024 rijdt voor Team Vorarlberg.
Rüegg nam in 2019 deel aan de Europese Spelen waar hij met de Zwitserseploeg een derde plaats behaalde op de ploegenachtervolging.

## Belangrijkste overwinningen

### Wegwielrennen
2018
 Zwitsers kampioenschap op de weg, Beloften
2024
Bergklassement Ronde de l'Oise

### Baanwielrennen
| Jaar     | ZK                                               | EK                                 | WK       | Overig                                                                     |
| Junioren | Junioren                                         | Junioren                           | Junioren | Junioren                                                                   |
| -------- | ------------------------------------------------ | ---------------------------------- | -------- | -------------------------------------------------------------------------- |
| 2014     |                                                  | ploegenachtervolging               |          |                                                                            |
| Belofte  |                                                  |                                    |          |                                                                            |
| 2018     |                                                  | ploegenachtervolging · koppelkoers |          |                                                                            |
| Elite    |                                                  |                                    |          |                                                                            |
| 2013     | teamsprint                                       |                                    |          |                                                                            |
| 2014     | ploegenachtervolging · teamsprint                |                                    |          |                                                                            |
| 2015     | teamsprint                                       |                                    |          |                                                                            |
| 2016     | afvalkoers · teamsprint                          |                                    |          |                                                                            |
| 2017     | ploegenachtervolging · teamsprint                |                                    |          |                                                                            |
| 2018     | scratch                                          |                                    |          |                                                                            |
| 2019     | afvalkoers                                       |                                    |          | Europese Spelen: ploegenachtervolging · WB Cambridge: ploegenachtervolging |
| 2020     | koppelkoers · scratch · puntenkoers · afvalkoers | ploegenachtervolging               |          |                                                                            |
| 2021     | afvalkoers · omnium · puntenkoers                |                                    |          |                                                                            |
| 2022     | puntenkoers · afvalkoers                         |                                    |          |                                                                            |
| 2023     | puntenkoers · omnium                             |                                    |          |                                                                            |
| 2024     | puntenkoers                                      |                                    |          |                                                                            |

## Ploegen
- 2018 –  Team Vorarlberg Santic
- 2019 –  Swiss Racing Academy
- 2020 –  Swiss Racing Academy
- 2021 –  Swiss Racing Academy
- 2022 –  Team Vorarlberg
- 2023 –  Team Vorarlberg
- 2024 –  Team Vorarlberg

Amann · Badilatti · Bosch · Friesecke · Geismayr · Hammerle · Hirschbichler · Jäger · L. Meiler · M. Meiler · Orrico · Rüegg · Schelling · Stallaert · Steimle · Thalmann